# قرار مجلس الأمن التابع للأمم المتحدة رقم 463
قرار مجلس الأمن التابع للأمم المتحدة رقم 463، المعتمد في 2 شباط / فبراير 1980، بعد النظر في آخر التطورات في روديسيا الجنوبية والقرار 460 (1979) الذي أشير فيه إلى أن الاتفاق قد أسفر عن دستور لزيمبابوي الحرة والمستقلة وحكم الأغلبية، دعا المجلس جميع الأطراف إلى الامتثال لاتفاق لانكستر هاوس والسلطة القائمة بالإدارة، المملكة المتحدة، لتنفيذ الاتفاق بالكامل.
دعا القرار حكومة المملكة المتحدة إلى ضمان انسحاب قوات جنوب إفريقيا، النظامية أو المرتزقة، من البلاد. كما طلب من المملكة المتحدة تنفيذ خطوات تشمل:
(أ) العودة السريعة للمنفيين واللاجئين من زمبابوي وفقاً للاتفاقية؛
(ب) إطلاق سراح السجناء السياسيين؛
(ج) حجز القوات الروديسية والقوات المساعدة في قواعدها؛
(د) منح جميع الأطراف معاملة متساوية؛
(هـ) إلغاء جميع تدابير الطوارئ والقوانين التي تتعارض مع إجراء انتخابات حرة ونزيهة.
كما دعا القرار إلى إطلاق سراح السجناء السياسيين في جنوب إفريقيا، بمن فيهم «المقاتلون من أجل الحرية» - ويفترض أن أعضاء رمح الأمةالمحتجزين من قبل قوات الأمن الروديسية - ولضمان المرور الآمن إلى بلد من اختيارهم. كما أدان جنوب إفريقيا لتدخلها في جنوب روديسيا.
وبينما أشار المجلس أنه سيبقي الحالة قيد النظر حتى الاستقلال الكامل لزمبابوي، فقد اتخذ القرار بأغلبية 14 صوتاً، بينما لم تشارك المملكة المتحدة في التصويت.